# Institut franco-allemand

Logotype de l'Institut franco-allemand

L’Institut franco-allemand (Deutsch-Französisches Institut - dfi) est un centre de recherche et de documentation indépendant sur la France contemporaine et les relations franco-allemandes.

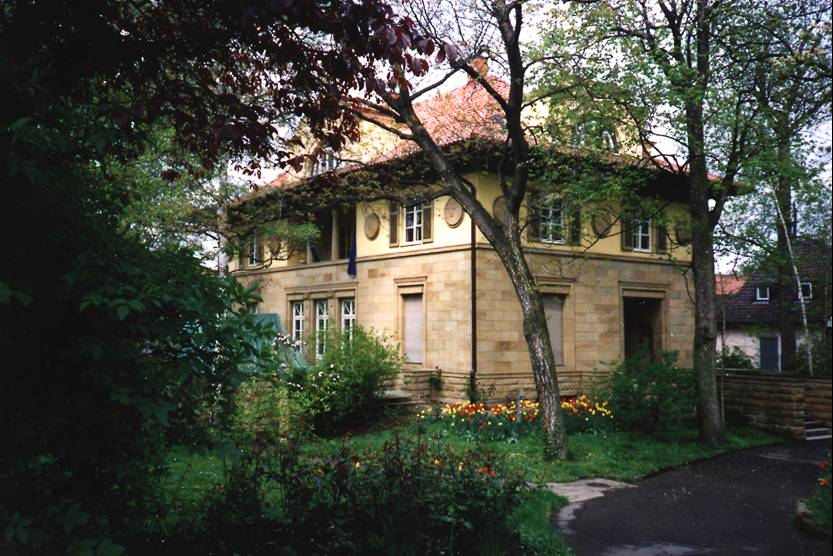
Le siège principal de l'Institut franco-allemand à Ludwigsbourg.

L’Institut a la forme juridique d’une association déclarée (équivalent à la loi de 1901 relative aux associations en France).
Il est soutenu par le ministère des Affaires étrangères, le ministère de la Recherche du Land de Bade-Wurtemberg et la ville de Ludwigsbourg. Par ailleurs, les projets de l’institut sont financés par des fonds fournis par des personnes ou organismes tiers.

## Histoire
L’institut a été fondé en 1948 à Ludwigsbourg avec pour objectif « d’encourager l’entente franco-allemande dans tous les domaines de la vie intellectuelle et publique » (§ 1 des statuts). Le siège de l’institut se trouve à Ludwigsbourg. En 2004, une antenne a été ouverte à Paris. La « Frankreich-Bibliothek » du DFI, inaugurée en 1990, se trouve aux côtés du siège principal de l'Institut à Ludwigsbourg.
D’éminents représentants de la société civile étaient à l’origine de la création de cet institut. Parmi les pères fondateurs, on trouve, entre autres, Carlo Schmid, Theodor Heuss et Fritz Schenk côté allemand auxquels se sont associés Joseph Rovan et Alfred Grosser côté français. Le premier directeur a été Fritz Schenk (en fonction de 1948 à 1972). Lui ont succédé Robert Picht (de 1972 à 2002), Frank Baasner (2002 - 2024) et Marc Ringel (depuis le 1 férvier 2024).
À la tête de l’institut se trouve un président, fonction occupée depuis 2020 par Sylvie Goulard. L’institut compte aujourd’hui une vingtaine de collaborateurs, dont cinq chercheurs.

### Les présidents depuis 1948
- 1948 - 1979 : Carlo Schmid
- 1980 - 1983 : Rainer Barzel
- 1985 - 1994 : Rudolf v. Thadden
- 1994 - 2005 : Kurt J. Lauk
- 2005 - 2020 : Erwin Teufel
- Depuis 2020 : Sylvie Goulard

## Profil et tâches
La recherche basée sur des cas pratiques et les activités de conseil sont les tâches principales de l’institut. Les travaux portent essentiellement sur les évolutions politiques, économiques et sociales de la France actuelle ainsi que sur tout ce qui concerne les relations franco-allemandes.
Une importance toute particulière est accordée dans ces différentes activités aux sujets de politique économique, sociale et européenne ainsi qu’à la question transversale de la communication interculturelle. La plupart du temps, ces travaux sont effectués dans le cadre de projets menés sur le long terme, qui sont financés entièrement ou partiellement par des fonds mis à disposition par des tiers. Les subventions proviennent le plus souvent de fondations à but non lucratif et d’entreprises.
Ces projets sont menés dans l’idée d’interconnecter science théorique et pratique, ce qui peut se traduire concrètement par des conférences ou des séminaires spécialisés, de nombreuses publications ou encore des entretiens avec des médias.
De plus, l’institut organise, indépendamment des différents projets, des séminaires et des programmes de formation continue, notamment pour les étudiants, les fonctionnaires et les journalistes de France et d’Allemagne. Les chercheurs du centre enseignent également dans des universités nationales et étrangères.
Les travaux de l’institut s’adressent non seulement aux décideurs et aux personnes influentes du monde politique, économique, éducatif et médiatique mais aussi au grand public en Allemagne et en France.

## Bibliothèque(Frankreich-Bibliothek)

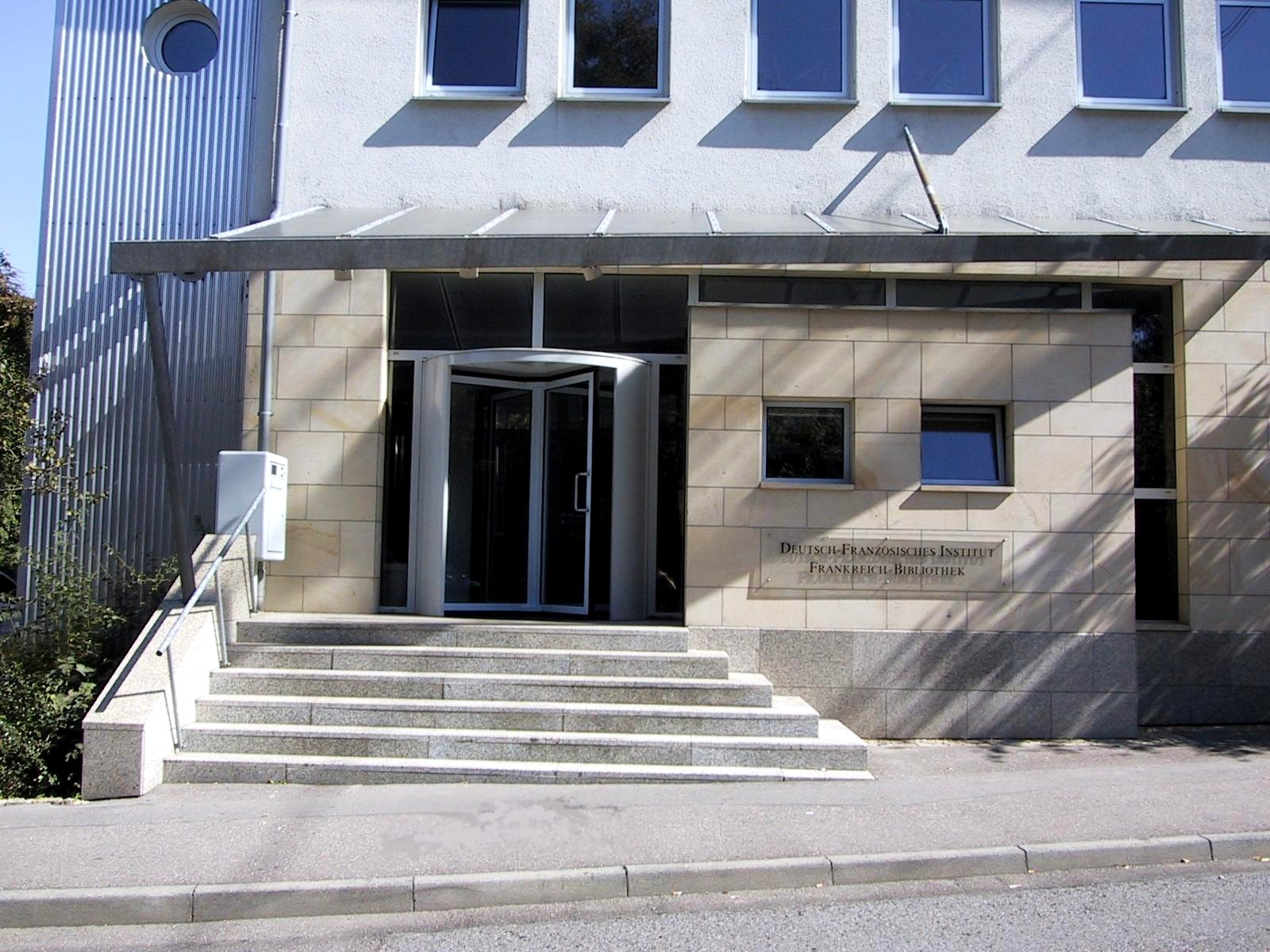
La bibliothèque de l'Institut franco-allemand à Ludwigsbourg.

La bibliothèque (Frankreich-Bibliothek) du dfi a été créée en 1990. Il s’agit d’une bibliothèque scientifique spécialisée ouverte à tous qui rassemble des ouvrages portant sur la France contemporaine et les relations franco-allemandes. La bibliothèque rassemble quelque 37 000 ouvrages en sciences sociales contemporaines. À cela s’ajoute une archive de presse créée dans les années 1970 et qui compte plus d’un demi million d’articles systématiquement classés.
Le dfi, représenté par sa bibliothèque, est membre du Réseau d'information spécialisée « Relations internationales et études régionales » et participe activement dans ce cadre à l’entretien et au bon fonctionnement de la base de données World Affairs Online (WAO). L’ensemble des ouvrages de la bibliothèque (y compris des articles de revues ou des ouvrages collectifs, mais à l’exception des articles de presse) est répertorié dans cette base de données et est accessible sur Internet dans le catalogue en ligne de la bibliothèque ainsi que dans d’autres catalogues régionaux et nationaux. La bibliothèque est un membre associé du Südwestdeutscher Bibliotheksverbund (SWB).
Pour permettre à de jeunes chercheurs allemands ou étrangers d’effectuer des séjours de recherche plus longs à Ludwigsbourg, le dfi offre un programme de bourses adapté.

## Liens
- Site Internet du dfi
- Programme de bourses de recherche
- Catalogue en ligne du dfi
- Archives de presse
- Brochure
- Newsletter